# Liste des Turnpikes en Oklahoma
L'Oklahoma possède un réseau étendu de turnpikes, entretenus par le Oklahoma Turnpike Authority. Tous les turnpikes de l'État sont des autoroutes à accès contrôlé. La majorité ont au moins quatre voies, bien que le Chickasaw Turnpike n'en ait que deux.

## Liste des turnpikes
| Numéro        | Longueur (mi) | Longueur (km) | Terminus sud / ouest                            | Terminus nord / est                                | Créée | Notes                                                                                                |
| ------------- | ------------- | ------------- | ----------------------------------------------- | -------------------------------------------------- | ----- | --- |
| Cherokee      | 32,80         | 52,80         | US 412 près de Locust Grove                     | US 59 / US 412 près de West Siloam Springs         | 1991  | Fait partie de la US 412                                                                             |
| Chickasaw     | 13,30         | 21,40         | US 177 / SH-7 Spur près de Sulphur              | SH-1 près de Roff                                  | 1991  | Deux voies                                                                                           |
| Cimarron      | 59,20         | 95,30         | I-35 / US 64 près de Perry                      | US 64 / SH-48 à Westport                           | 1975  | Fait partie de la US 412                                                                             |
| Creek         | 33,22         | 53,46         | I-44 à Sapulpa                                  | I-44 / US 412 à Fair Oaks                          | 1992  | Contourne Tulsa par le sud                                                                           |
| Gilcrease     | 2,50          | 4,00          | NW 41st Avenue à Tulsa                          | LL Tisdale Parkway à Tulsa                         | 2022  | Prolongement payant de la Gilcrease Expressway formant le segment ouest de la boucle autour de Tulsa |
| H.E. Bailey   | 25,00         | 40,20         | I-44 / US 70 / US 277 / US 281 près de Randlett | I-44 / US 277 / US 281 / SH-36 près de Geronimo    | 1964  | Segment ouest; emprunte l'I-44                                                                       |
| H.E. Bailey   | 61,40         | 98,80         | I-44 / US 62 / US 277 / US 281 près de Lawton   | I-44 / US 62 / US 277 à Newcastle                  | 1964  | Segment est; emprunte l'I-44                                                                         |
| Indian Nation | 105,20        | 169,30        | US 70 / US 271 près de Hugo                     | I-40 / US 62 / US 75 à Henryetta                   | 1966  | |
| Kickapoo      | 19,60         | 31,50         | SE 89th Street à Oklahoma City                  | I-44 à Luther                                      | 2020  | Emprunte l'I-335; sera prolongé jusqu'à l'I-35, au sud                                               |
| Kilpatrick    | 29,40         | 47,30         | I-240 à Oklahoma City                           | I-35 / I-44 à Oklahoma City                        | 1991  | Emprunte l'I-344                                                                                     |
| Muskogee      | 53,10         | 85,50         | SH-51 à Broken Arrow                            | I-40 près de Webbers Falls                         | 1969  | |
| Turner        | 86,50         | 139,20        | I-35 / I-44 à Oklahoma City                     | I-44 / SH-66 près de Tulsa                         | 1953  | Plus vieux turnpike de l'état; emprunte l'I-44                                                       |
| Will Rogers   | 88,50         | 142,40        | I-44 / US 412 à Tulsa                           | I-44 à la frontière du Missouri près de Joplin, MO | 1957  | Emprunte l'I-44                                                                                      |
|               |               |               |                                                 |                                                    |       | |